# 白石江
白石江，于中国云南省曲靖市麒麟区西北部，是潇湘江左岸支流，发源于马龙县县城通泉镇东北桃园村委会半个山村，向东流经西城街道的上西山水库、西山社区（原西山乡）、湛大屯社区、冯官桥社区，至白石江街道折向南，流至沿江乡牛街社区的史家村北入潇湘江。全长25公里，流域面积141平方公里。